# کیت عبدو
کیت عبدو (نیلی گیلز؛ به انگلیسی:Kate Abdo زادهٔ ۸ آوریل ۱۹۸۱) مجری و روزنامه‌نگار انگلیسی است. او در حال حاضر میزبان و مجری برنامه‌های مختلف و معروفی در ترنر ورزش و فاکس ورزشی است که اکثراً اخبار لیگ قهرمانان و لیگ برتر را پوشش می‌دهد. او قبلاً برای اسکای اسپورت نیوز در انگلستان و اسکای اسپورت نیوز اچ‌دی در آلمان کار کرده‌است.